# Virginia Sandoval de Fonseca
Virginia Sandoval de Fonseca (San José, Costa Rica, 7 de diciembre de 1921 - ib. 7 de agosto de 2011) fue una educadora y escritora costarricense, integrante de la Academia Costarricense de la Lengua. 

## Formación y actividad académica
Se graduó de licenciada en Filosofía y Letras en la Universidad de Costa Rica y obtuvo una maestría en Investigación Literaria. 
Fue profesora del Colegio Superior de Señoritas y de la Universidad de Costa Rica. En esta fue Vicedecana de la Facultad de Letras y Decana de la Facultad de Filología. 
Ingresó a la Academia Costarricense de la Lengua en 1986 para ocupar la Silla C, vacante por la muerte de don Julián Marchena Vallerriestra (1985). Fue secretaria de la Academia durante muchos años. Posteriormente pasó a la condición de académica honoraria, que tenía en el momento de su fallecimiento. 

## Principales obras publicadas
- Curso Básico de redacción (1970)
- Antología de textos de lingüística (1970)
- Manuel González Zeledón (1974)
- El Presbítero don Juan Garita (1977)
- Resumen de la Literatura Costarricense (1978)
- Autobiografía del libro (1985).